# Pineau d’Aunis
Pineau d’Aunis ist eine Rotweinsorte, die hauptsächlich in der französischen Weinbauregion Loire kultiviert wird. Der Name leitet sich vom mittelalterlichen Kloster Prieuré d’Aunis in Dampierre-sur-Loire bei Saumur ab. Dort wurde die Rebsorte aus bestehenden Rebgärten selektioniert. Die Fachwelt ist sich jedoch noch nicht ganz einig, ob es sich um eine eigenständige Sorte handelt (der Ampelograph Pierre Galet ist dieser Meinung) oder ob es sich um eine Mutation der Sorte Chenin Blanc handelt. Die bestockte Rebfläche lag Anfang der 1990er Jahre noch bei ca. 1.000 Hektar. Im Jahr 2007 wurden lediglich 436 Hektar erhoben. (Quelle ONIVINS)
Sie ist in den Rot- und Roséweinen der Appellationsweine von Anjou, Coteaux du Vendômois, Touraine, Rosé de Loir,  Coteaux du Loir, Crémant de Loire und Valençay zugelassen. Die ertragsstarke Pineau d’Aunis ergibt leichte, alkoholarme Weine mit einem Himbeer-Aroma und leicht pfeffrigen Noten, die in ihrer Jugend getrunken werden sollten. In der Vergangenheit wurde die Sorte im Wesentlichen durch den Cabernet Franc verdrängt.
In Frankreich sind die Klone 235 und 289 für den Ausbau von Qualitätswein zugelassen.
Siehe auch den Artikel Weinbau in Frankreich sowie die Liste von Rebsorten.

## Synonyme
Die Rebsorte Pineau d’Aunis ist auch unter den Namen Aunis, Brune Noir, Chenin Noir, Côt á Queue Rouge, Gros Veronais, Kek Chenin, Mançais Noir, Pineau, Pinot d’Aunis, Plant d’Aunis und Plant de Mayet bekannt.

## Ampelographische Sortenmerkmale
In der Ampelographie wird der Habitus folgendermaßen beschrieben:
- Die Triebspitze ist offen. Sie ist weißwollig behaart, mit leicht karminrotem Anflug. Die hellgrünen Jungblätter sind leicht behaart und von grünlich-bronzener Farbe (Anthocyanflecken).
- Die mittelgroßen, dunkelgrünen Blätter (siehe auch den Artikel Blattform) sind fünflappig und tiefgebuchtet. Die Stielbucht ist lyren-förmig geschlossen. Das Blatt ist stumpf gezahnt. Die Blattoberfläche, auch Blattspreite genannt, ist leicht blasig. Im Herbst verfärbt sich das Laub zum Teil rötlich.
- Die walzen- bis konusförmige Traube ist mittelgroß (eine Traube wiegt im Schnitt 230 g) und recht dichtbeerig. Die ovalen Beeren (eine beere ist ungefähr 2 g schwer) sind mittelgroß und von bläulich-schwarzer Farbe. Die Beerenhülse ist mäßig dick und von einer leicht weißlichen Wachsschicht überzogen.

Die Rebsorte reift ca. 18 Tage nach dem Gutedel und gilt somit noch als frühreifend. Pineau d’Aunis ist eine Varietät der Edlen Weinrebe (Vitis vinifera). Sie besitzt zwittrige Blüten und ist somit selbstfruchtend. Beim Weinbau wird der ökonomische Nachteil vermieden, keinen Ertrag liefernde, männliche Pflanzen anbauen zu müssen.